# Kongen som Farfar
|  | Denne artikel er oprettet af botten Steenthbot ud fra en ekstern database. Den kan derfor have sproglige fejl eller mangler. Denne skabelon kan fjernes efter kontrol af indholdet. |

Kongen som Farfar er en dansk dokumentarisk optagelse fra 1940.

## Handling
Optagelser af Kong Christian X på morgenridetur gennem København. Tre generationer af Kongefamilien er samlet i haven på Amalienborg. Kongen ses med de tre børnebørn, kronprinsesse Margrethe (den senere Dronning Margrethe II, f. 1940) og Grev Ingolf (f. 1940) samt hans søster, femårige Prinsesse Elisabeth (f. 1935). De første ca. 2 minutter er uden lyd.

## Medvirkende
- Kong Christian X
- Kong Frederik IX
- Dronning Ingrid
- Dronning Margrethe II
- Dronning Alexandrine
- Dronning Margrethe II
- Prinsesse Elisabeth
- Grev Ingolf